# Клируотер (озеро)
Клируотер (англ. Lake Clearwater) — озеро в регионе Кентербери в Новой Зеландии. Площадь поверхности озера — около 2 км². Площадь его водосборного бассейна — 46 км².
Озеро располагается на высоте 667 метров над уровнем моря. Вытянуто с запада на восток. Его глубина достигает 19 метров. Имеет ледниковое происхождение.
Озеро окружено злаковыми лугами, его западный берег заболочен. Сток из озера осуществляется в реку Ашбертон.